# Gruby szlif
Gruby szlif (ang. Rough Cut) – amerykański kryminalno-przygodowy film z 1980 roku, zrealizowany według powieści Dereka Lamberta. Film znany jest też w Polsce pod tytułem "Diamentowa pułapka".

## Treść
Jack Rhodes (Burt Reynolds) jest najlepszym w branży specjalistą od kradzieży kamieni szlachetnych. Planując kolejną kradzież przybywa do Europy. Na eleganckim przyjęciu poznaje piękną Gillian (Lesley-Anne Down) kleptomankę z zamożnej rodziny. Tropiący Rhodesa inspektor Scotland Yardu (David Niven) zmusza Gillian do współpracy. Obiecuje puścić w niepamięć jej przestępstwa pod warunkiem, że zdobędzie zaufanie Rhodesa i uzyska od niego informacje o planowanym skoku. Gillian bojąc się kompromitacji i więzienia niechętnie zgadza się na ten układ. Coraz bardziej jednak zakochuje się w przystojnym przestępcy.

## Obsada
- Burt Reynolds - Jack Rhodes
- Lesley-Anne Down - Gillian Bromley
- Joss Ackland - Inspektor Vanderveld
- Roland Culver - Lloyd Palmer
- Cassandra Harris - Mrs. Lloyd Palmer
- Sue Lloyd - Kobieta-gość
- Alan Webb - Sim Samuel Sacks
- Al Matthews - Ferguson
- Patrick Magee - Ernst Mueller
- Timothy West - Nigel Lawton
- David Niven - Inspektor Cyril Willis
- Isabel Dean - Mrs. Willis
- Stephen Moore - Chief Flight Controller